# Полоролевой опросник Бем
Полово́й опро́сник Бем (англ. Bem Sex–Role Inventory) — шкала, разработанная американским психологом Сандрой Бем для измерения степени, в которой индивид проявляет черты или поведенческие особенности, традиционно связываемые с мужскими и/или женскими полюсами полоролевой идентификации. Шкала состоит из 20 пунктов, тесно связанных с традиционным общественным мнением о маскулинности, и 20 пунктов, аналогично ассоциирующихся с фемининностью. Опросник также включает в себя шкалу андрогинии, которая отражает степень соотношения у испытуемого идентификаций с классическими маскулинными и классическими фемининными чертами.
Черты личности:
| Маскулинность                                 | Фемининность           |
| --------------------------------------------- | ---------------------- |
| Агрессивный                                   | Доверчивый             |
| Амбициозный, честолюбивый                     | Женственный            |
| Аналитичный                                   | Жизнерадостный         |
| Атлетический                                  | Заботящийся о людях    |
| Быстрый в принятии решений                    | Застенчивый            |
| Уверенный в себе                              | Имеющий тихий голос    |
| Властный                                      | Инфантильный           |
| Имеющий дух соревнования                      | Любящий детей          |
| Имеющий собственную позицию                   | Мягкий                 |
| Индивидуалистичный                            | Не любящий ругательств |
| Мужественный                                  | Нежный                 |
| Напористый                                    | Падкий на лесть        |
| Независимый                                   | Понимающий других      |
| Полагающийся только на себя (самодостаточный) | Преданный              |
| Сильный                                       | Способный утешить      |
| Склонный вести за собой                       | Тёплый, сердечный      |
| Склонный защищать свои взгляды                | Умеющий сочувствовать  |
| Склонный к риску                              | Умеющий уступать       |
| Способный к лидерству                         | Сострадающий           |